# یوروگیمر
یوروگیمر(به انگلیسی: Eurogamer)یک وب‌گاه اطلاع‌رسانی بازی‌های رایانه‌ای است؛ که شرکت یوروگیمر نتورک مالک آن است.   این شرکت در سپتامبر ۱۹۹۹ و توسط نیک لومن و روپرت لمون ایجاد شد. این وب‌گاه یکی از مشهورترین وب‌گاه‌های اطلاع‌رسانی بازی‌های رایانه‌ای در اروپاست؛  و بیشترین مشترک را در سراسر اروپا دارد (حدود ۳٫۷ میلیون کاربر در نوامبر ۲۰۰۸ برای آن وجود داشت).